# Giuseppe Pizzardo
Giuseppe Pizzardo (Savona, 13 juli 1877 – Rome, 1 augustus 1970) was een Italiaans geestelijke en kardinaal van de Rooms-Katholieke Kerk.
Pizzardo bezocht het seminarie van Savona en studeerde vervolgens aan de Pauselijke Gregoriaanse Universiteit en aan het Pauselijke Atheneum San Apollinare. Hij werd in 1903 priester gewijd en werd vervolgens toegelaten tot de Pauselijke Ecclesiastische Academie, de diplomatenopleiding van de Heilige Stoel. Vanaf 1907 werkte hij als pastoor in Rome. Daarnaast trad hij in 1908 toe tot de Romeinse Curie. Hij werd als secretaris toegevoegd aan de apostolische nuntiatuur in Beieren. In 1909 verleende paus Pius X hem de eretitel van kamerheer van de paus. Van 1912 tot 1920 werkte hij als minutant bij het Staatssecretariaat van de Heilige Stoel. Paus Benedictus XV bevestigde, na zijn verkiezing tot paus, Pizzardo als kamerheer van de paus. In 1920 werd hij ondersecretaris van de Congregatie voor Buitengewone Kerkelijke Aangelegenheden (het ministerie van buitenlandse zaken van de H.Stoel), van welke dicasterie hij in 1921 substituut werd. Vanaf 1923 was hij als moderator verbonden aan de Katholieke Actie in Italië. In 1927 werd hij apostolisch protonotaris. Twee jaar later werd hij secretaris van de Congregatie voor Buitengewone Kerkelijke Aangelegenheden, de op een-na hoogste functionaris op dit departement.
Paus Pius XI benoemde hem in maart 1930 tot titulair aartsbisschop van Cirro (een maand later werd hij overgeplaatst naar de titulaire zetel van Nicea). Hij werd bisschop gewijd door Eugenio Pacelli, de latere paus Pius XII, waarbij Francesco Marchetti Selvaggiani en Giuseppe Palica optraden als medewijdende bisschoppen. In 1934 werd hij president van de Pauselijke Commissie voor Rusland. In 1936 werd hij Pauselijk Troonassistent. Pizzardo woonde in 1937 als speciaal gezant van de paus de kroning van koning George VI van het Verenigd Koninkrijk bij.
Paus Pius XI creëerde hem kardinaal tijdens het consistorie van 13 december 1937. De Santa Maria in Via Lata werd zijn titelkerk. Kardinaal Pizzardo nam deel aan het conclaaf van 1939 dat leidde tot de verkiezing van paus Pius XII. Deze benoemde Pizzardo tot prefect van de H. Congregatie voor de Seminaries en Universiteiten. Pizzardo zou dat tot twee jaar voor zijn dood blijven. In 1948 werd hij kardinaal-bisschop van het suburbicair bisdom Albano. Van 1951 tot 1959 was hij naast zijn werk als prefect, secretaris van het Heilig Officie, de tegenwoordige Congregatie voor de Geloofsleer. Pizzardo nam deel aan de conclaven van 1958 en 1963, waarbij respectievelijk paus Johannes XXIII en paus Paulus VI werden gekozen. In 1968 ging hij met emeritaat. Hij overleed twee jaar later en werd begraven in de kerk van San Giuseppe in Frattocchie in Rome.
- Bibliothèque nationale de France: cb12451741x (data)
- Gemeinsame Normdatei: 1110822049
- International Standard Name Identifier: 0000 0000 7139 6509
- Library of Congress Control Number: no00026810
- Nationale bibliotheek van Australië: 56963759
- Nationale en Universitaire bibliotheek Zagreb: 000095748
- Nederlandse Thesaurus van Auteursnamen: 069355428
- Réseau des bibliothèques de Suisse occidentale: 02-A003698205
- Istituto Centrale per il Catalogo Unico: SBLV082471
- SNAC: w62z35c7
- Système universitaire de documentation: 163902275
- Trove: 1666636
- Virtual International Authority File: 39473515
- WorldCat: E39PCjyBgMvMpH7kgrv33QmgXd